# La Pobla de Mafumet (ort)
La Pobla de Mafumet är en ort i Spanien.   Den ligger i provinsen Província de Tarragona och regionen Katalonien, i den östra delen av landet, 400 km öster om huvudstaden Madrid. La Pobla de Mafumet ligger 74 meter över havet och antalet invånare är 1 405.
Terrängen runt La Pobla de Mafumet är platt åt sydost, men åt nordväst är den kuperad. Runt La Pobla de Mafumet är det mycket tätbefolkat, med 1 313 invånare per kvadratkilometer. Närmaste större samhälle är Tarragonès, 7,9 km söder om La Pobla de Mafumet. Runt La Pobla de Mafumet är det i huvudsak tätbebyggt.